# Southwold
Southwold è un paese di 1 458 abitanti della contea del Suffolk, in Inghilterra.